# Potamocarcinus colombiensis
Potamocarcinus colombiensis is een krabbensoort uit de familie van de Pseudothelphusidae. De wetenschappelijke naam van de soort is voor het eerst geldig gepubliceerd in 1987 door von Prahl & Ramos.